# Мельхиот, Марио
Ма́рио Ди́но Па́трик Ме́льхиот (нидерл. Mario Dino Patrick Melchiot, МФА: [ˈmaːrijoː ˈmɛlxijɔt]; род. 4 ноября 1976, Амстердам) — нидерландский футболист, выступал на позиции правого защитника.

## Карьера

### Клубная карьера
Мельхиот начинал в молодёжной команде «Аякса», затем провёл три сезона в первой команде, выиграв чемпионат в 1998 году и Кубок Нидерландов в 1998 и в 1999. Летом 1999 года он перешёл в «Челси». С «пенсионерами» Мельхиот выиграл Кубок Англии в 2000 году.
В июле 2004 года он подписал трёхлетний контракт с «Бирмингем Сити». Марио дебютировал за «синих» в матче против «Портсмута», который завершился со счётом 1:1. В следующем сезоне «Бирмингем» вылетел из Премьер-лиги. Мельхиот сыграл свой последний матч за «Бирмингем Сити», который состоялся 7 мая 2006 против «Болтон Уондерерс», который «синие» проиграли 0:1.
В августе 2006 Мельхиот присоединился к французской команде «Ренн», подписав с ней однолетний контракт. Марио дебютировал во французской команде в матче против «Монако», который завершился со счётом 1-1. С тех пор он закрепился в основном составе «Ренна». Он забил свой первый гол за команду в матче 1/16 Кубка французской лиги против команды «Либурн-Сен-Сёрин» из второго французского дивизиона. Мельхиот заслужил доверие команды, когда забил свой первый гол в чемпионате Франции в дерби против «Нанта». Летом 2007 контракт Марио с «Ренном» закончился.
15 июня 2007 года Мельхиот перешёл в английский «Уиган Атлетик» на правах свободного агента. 24 июля он получил звание капитана команды в связи с уходом из клуба Арьена де Зеува.

### Сборная Нидерландов
Мельхиот провёл 22 матча за сборную Нидерландов, а дебютировал в национальной команде 11 октября 2000 года в отборочном матче к чемпионату мира, в котором Нидерланды проиграли 0:2 сборной Португалии. Был включен в заявку Нидерландов на чемпионат Европы 2008, где провёл 1 матч против сборной Румынии.

## Интересные факты
В 1998 году Мельхиот и его одноклубники по «Аяксу» Бенни Маккарти и Дин Гур, назвав себя BMD, выпустили песню «Midas Touch».

## Статистика

### Матчи Мельхиота за сборную Нидерландов
| Матчи Мельхиота за сборную Нидерландов | Матчи Мельхиота за сборную Нидерландов | Матчи Мельхиота за сборную Нидерландов | Матчи Мельхиота за сборную Нидерландов | Матчи Мельхиота за сборную Нидерландов | Матчи Мельхиота за сборную Нидерландов |
| -------------------------------------- | -------------------------------------- | -------------------------------------- | -------------------------------------- | -------------------------------------- | -------------------------------------- |
| №                                      | Дата                                   | Оппонент                               | Счёт                                   | Голы Мельхиота                         | Соревнование                           |
| 1                                      | 11 октября 2000                        | Португалия                             | 0:2                                    | —                                      | Чемпионат мира 2002 (отбор)            |
| 2                                      | 15 ноября 2000                         | Испания                                | 2:1                                    | —                                      | Товарищеский матч                      |
| 3                                      | 25 апреля 2001                         | Кипр                                   | 4:0                                    | —                                      | Чемпионат мира 2002 (отбор)            |
| 4                                      | 2 июня 2001                            | Эстония                                | 4:2                                    | —                                      | Чемпионат мира 2002 (отбор)            |
| 5                                      | 15 августа 2001                        | Англия                                 | 2:0                                    | —                                      | Товарищеский матч                      |
| 6                                      | 1 сентября 2001                        | Ирландия                               | 0:1                                    | —                                      | Чемпионат мира 2002 (отбор)            |
| 7                                      | 5 сентября 2001                        | Эстония                                | 5:0                                    | —                                      | Чемпионат мира 2002 (отбор)            |
| 8                                      | 6 октября 2001                         | Андорра                                | 4:0                                    | —                                      | Чемпионат мира 2002 (отбор)            |
| 9                                      | 10 ноября 2001                         | Дания                                  | 1:1                                    | —                                      | Товарищеский матч                      |
| 10                                     | 30 апреля 2003                         | Португалия                             | 1:1                                    | —                                      | Товарищеский матч                      |
| 11                                     | 31 марта 2004                          | Франция                                | 0:0                                    | —                                      | Товарищеский матч                      |
| 12                                     | 17 ноября 2004                         | Андорра                                | 3:0                                    | —                                      | Чемпионат мира 2006 (отбор)            |
| 13                                     | 8 июня 2005                            | Финляндия                              | 4:0                                    | —                                      | Чемпионат мира 2006 (отбор)            |
| 14                                     | 2 июня 2007                            | Республика Корея                       | 2:0                                    | —                                      | Товарищеский матч                      |
| 15                                     | 6 июня 2007                            | Таиланд                                | 3:1                                    | —                                      | Товарищеский матч                      |
| 16                                     | 8 сентября 2007                        | Болгария                               | 2:0                                    | —                                      | Чемпионат Европы 2008 (отбор)          |
| 17                                     | 12 сентября 2007                       | Албания                                | 1:0                                    | —                                      | Чемпионат Европы 2008 (отбор)          |
| 18                                     | 17 ноября 2007                         | Люксембург                             | 1:0                                    | —                                      | Чемпионат Европы 2008 (отбор)          |
| 19                                     | 21 ноября 2007                         | Беларусь                               | 1:2                                    | —                                      | Чемпионат Европы 2008 (отбор)          |
| 20                                     | 6 февраля 2008                         | Хорватия                               | 3:0                                    | —                                      | Товарищеский матч                      |
| 21                                     | 1 июня 2008                            | Уэльс                                  | 2:0                                    | —                                      | Товарищеский матч                      |
| 22                                     | 17 июня 2008                           | Румыния                                | 2:0                                    | —                                      | Чемпионат Европы 2008                  |

Итого: 22 матча / 0 голов; 16 побед, 3 ничьи, 3 поражения.

## Достижения
«Аякс»
- Чемпион Нидерландов: 1997/98
- Обладатель Кубка Нидерландов (2): 1998, 1999

«Челси»
- Серебряный призёр чемпионата Англии: 2003/04
- Обладатель Кубка Англии: 2000
- Обладатель Суперкубка Англии: 2000